# Veselá světýlka
Veselá světýlka je obchodní značka, pod níž umělkyně Libuše Laurinová prezentuje své výrobky ze skla. Ručně ve své dílně v městysi Zásada na Jablonecku vytváří vánoční ozdoby, dekorační předměty ze skla Simax či ozdobné svícny. Při tvorbě nejprve objekt vyfouká či vytvaruje ze skla a následně dílo dokončí umělecká malířka, která mu dá finální podobu. Výrobky dílny získaly značku Regionální produkt Jizerské hory, jímž je po splnění předem stanovených kritérií označována původní tvorba umělců z Jizerských hor a Frýdlantska.
Vedle toho se umělkyně věnuje též pečení bramborových placek, které prodává na prezentacích řemeslných výtvorů (například na podzim roku 2018 v zubrnickém skanzenu).